# Gwenno
Gwenno Saunders est une danseuse et chanteuse galloise née le 23 mai 1981 à Cardiff. Membre du groupe The Pipettes de 2005 à 2011, elle poursuit depuis une carrière en solo avec plusieurs albums d'electropop chantés en gallois et en cornique.

## Biographie
Ses parents sont traducteurs. Son père, Tim Saunders, est aussi poète et écrit en cornique. Sa mère, elle, fait partie de la chorale de rue socialiste Cor Cochion Caerdydd (« la chorale rouge de Cardiff »), qui chantait dans les années 1980 des chansons anti-apartheid et chante maintenant pour la Palestine. Gwenno connait d'ailleurs L'Internationale par cœur, mieux que n'importe quelle autre chanson, c'est sa plus grande influence. Enfant, elle parle cornique avec son père et gallois avec sa mère et écoute beaucoup de musiques traditionnelles folk irlandaises, galloises et corniques. Plus tard, la pop est pour elle une forme d'évasion, notamment Freddie Mercury, le R'n'B du début des années 1990 et la speed garage.
À 5 ans, elle entre au Seán Éireann McMahon Academy of Irish Dance. À 17 ans, elle fait partie des productions de Michael Flatley, Lord of the Dance et Feet of Flames. En 2001, elle décroche un rôle dans le feuilleton gallois Pobol y Cwm sur la chaine S4C.

## Carrière musicale

### Avant The Pipettes (2002-2004)
Elle se destine d'abord à faire une carrière solo dans l'electropop, surtout dans les langues galloise et cornique. Elle enregistre d'ailleurs deux chansons, Môr Hud (sortie en 2002), qui lui permet d'être nommée trois fois aux Welsh Music Awards de 2002 où elle remporte deux prix (meilleure espoir pour la danse, meilleur clip de pop/rock), et Vodya (sortie en 2003), avec laquelle elle remporte le concours Liet International. Elle présente également l'émission Ydy Gwenno'n Gallu... ? (« Gwenno peut-elle... ? »), toujours sur S4C.

### The Pipettes (depuis 2005)
En avril 2005, elle rejoint les Pipettes, remplaçant ainsi Julia Clark-Lowes. Elle est remarquable pour son chant sur le single Pull Shapes et le refrain de Your Kisses Are Wasted On Me. En avril 2007, elle enregistre une autre chanson solo, I've Been Searching, puis en octobre, elle met en ligne la maquette d'un mini-album solo, U & I.
En 2014, Gwenno sort sur le label Peski son premier album solo Y Dydd Olaf, différent de ses anciennes œuvres 
,. Il est réédité en 2015 par les labels Heavenly Recordings et PIAS group. En novembre de la même année, elle gagne le Welsh Music Prize.

## Discographie

### Albums studio
- 2014 : Y Dydd Olaf
- 2018 : Le Kov
- 2022 : Tresor
- 2025 : Utopia

### EP
- 2002 : Môr Hud
- 2003 : Voda
- 2007 : U & I
- 2012 : Ymbelydredd